# Замойский собор
Замойский собор (Замойский синод, пол. Synod zamojski) — поместный собор Киевской митрополии Русской Униатской Церкви, проходивший с 26 августа по 17 сентября 1720 года в Замостье. В работе собора участвовали митрополит Лев Кишка, семь епископов, протоархимандрит базилианского ордена, восемь архимандритов, 129 священников (преимущественно деканы) и иеромонахов-базилиан, два представителя от Львовского братства, а также семь латинских священников. Почётным председателем собора был папский нунций Иероним Гримальди. Светские власти представлены на соборе не были.
Значение Замойского собора для Грекокатолической Церкви уподобляют значению Тридентского Собора для католичества в целом. Собор постановил унифицировать богослужение, приняв литургические книги, одобренные папской властью и отказавшись от использования некатолических изданий, издать на народном языке два катехизиса (большой для духовенства и малый для народа). Также собор запретил почитать Григория Паламу. Вопреки распространённому мнению, на соборе не было принято никаких принципиально новых постановлений о внешнем виде и образе жизни русских священников. Так, касательно внешнего вида иереев, собор упоминает лишь обязанность их носить "чёрную и длинную одежду".   
Постановления собора были направлены для утверждения в Рим и после долгого анализа в 1724 году утверждены Папой Бенедиктом XIII, а в 1725 году оглашены в Киевской митрополии и с того времени стали обязательными.

## Участники
Участниками Замойского Синода семь владык Киевской Церкви:
- Флориан Гребницкий (1720—1762), архиепископ Полоцкий;
- Иосиф Выговский (1716—1730), епископ Луцько-Острожский;
- Афанасий Шептицкий (1715—1746), епископ Львовско-Галицкий;
- Иосиф Левицкий (1711—1730), епископ Холмско-Белзский;
- Иероним Устрицкий (1715—1746), епископ Перемышльский;
- Феофил Годебский - епископ, номинант Пинско-Туровский, рукоположен в Замостье  (1720—1730);
- Лаврентий Соколинский-Друцкий (1718—1727), архиепископ Смоленский.

Кроме них, в Замойском Синоде приняли участие протоархимандрит Василианского Ордена Антоний Завадский, семь архимандритов, викарий Супрасльской архимандрии и 129 священников светского и монашеского клира, крилошани капитул, профессора духовных семинарий, деканы, игумены главных монастырей и другое видное униатское духовенство. Были также два представителя Львовского ставропигиального братства и обычные миряне.